# Riverlea (Ohio)
Riverlea es una villa ubicada en el condado de Franklin en el estado estadounidense de Ohio. En el Censo de 2010 tenía una población de 545 habitantes y una densidad poblacional de 1.375,33 personas por km².

## Geografía
Riverlea se encuentra ubicada en las coordenadas 40°4′49″N 83°1′30″O / 40.08028, -83.02500. Según la Oficina del Censo de los Estados Unidos, Riverlea tiene una superficie total de 0.4 km², de la cual 0.4 km² corresponden a tierra firme y (0%) 0 km² es agua.

## Demografía
Según el censo de 2010, había 545 personas residiendo en Riverlea. La densidad de población era de 1.375,33 hab./km². De los 545 habitantes, Riverlea estaba compuesto por el 97.06% blancos, el 0.37% eran afroamericanos, el 0.18% eran amerindios, el 1.47% eran asiáticos, el 0% eran isleños del Pacífico, el 0% eran de otras razas y el 0.92% pertenecían a dos o más razas. Del total de la población el 0.55% eran hispanos o latinos de cualquier raza.